# Alesul diavolului
Alesul diavolului (titlu original: The Visitation) este un film american de groază din 2006 regizat de Robby Henson. În rolurile principale joacă actorii Martin Donovan, Edward Furlong, Kelly Lynch Priscilla Barnes și Randy Travis. Este bazat pe romanul The Visitation de Frank Peretti.

## Prezentare
Fostul preot Travis Jordan trăiește în orășelul Antioch după ce și-a pierdut credința în Dumnezeu, cu trei ani înainte, atunci când iubita sa soție a fost ucisă, iar criminalii nu au fost descoperiți. Dintr-o dată, are loc un miracol în orășel: fiul noului medic veterinar supraviețuiește unui accident de mașină fără a avea măcar o singură zgârietură. Câinele lui Travis, Max, învie după ce a fost îngropat de două ori iar un paralitic poate din nou să meargă. Iar un adolescent speriat și tatăl său ofițer de poliție (cu tumoare pe creier) se vindecă, atât la exterior cât și la interior. În toate aceste evenimente este observată implicarea unui grup de trei bărbați în negru; apoi Brandon Nichols se implică prin munca sa de vindecare și propovăduiește că el este Iisus Hristos sau o versiune mai bună a lui Mesia. Populația locală îl venerează pe Brandon , în timp ce Travis și Morgan Elliot presimt că ceva este în neregulă și încep o anchetă care dezvăluie că Răul a pus stăpânire pe locuitorii orașului.

## Distribuție
Martin Donovan- Travis Jordan 

Edward Furlong- Brandon Nichols

Kelly Lynch- Morgan Elliot

Randy Travis- Kyle Sherman

Richard Tyson- Sheriff Brett Henchle

Ellen Geer- Mrs. Macon

Joe Unger- Matt Kiley

Priscilla Barnes- Dee Henchle

Noah Segan- Michael Elliot

Lew Temple- Deputy Tommy Smalls

Hillary Tuck- Darlene Henchle

Lin Ciangio- Nancy Barrons

Frank Clem- Nevin Sorrell

Don Swayze- Abe

Ruben Moreno- Arnold Kowalski

Clement Blake- Norman Dillard

Joe Goodman- Doctor

David A.R. White- Carl

Debi Kalman-Delores (the waitress)

Brian Foster Kane-Tall Man One

Ron Hughart-Tall Man Two

Jerry Rose-Lutheran Pastor 

Wendell Wright-Baptist Preacher 

Jesse Corti-Catholic Priest 

Jhey Castles-Marian Jordan 

Dwight Cenac-Punk Kid (ca Dwight Cenac II)

Joshua Popke-Young Justin 

Jill Ludlow-Social Worker  

Lee Chapa-Follower 

Torey Foster-punk Kid 

Chantay Nieber-Voice

Robert Lyon Rasner - Voice 

Mark Rickard-Voice 

Lisa Cash-voice (nemenționat)

James Horan- Tall Man